# 11. Streichquartett (Beethoven)

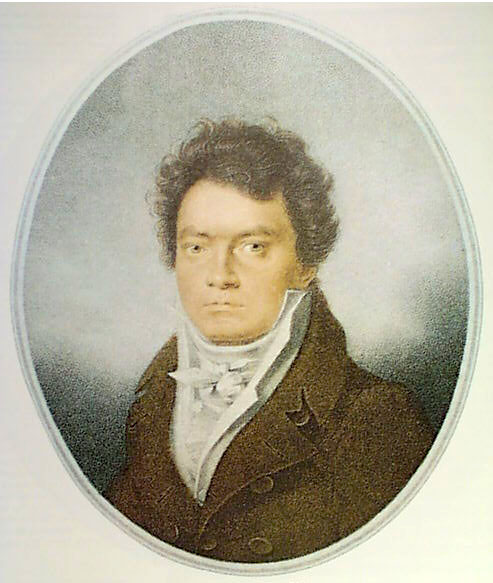
Beethoven-Porträt von Louis Letronne aus dem Jahr 1814.

Das Streichquartett Nr. 11 f-Moll op. 95 ist ein Streichquartett von Ludwig van Beethoven. Es entstand von 1810 bis 1811.

## Entstehung
Beethoven widmete sein „Quartetto serioso“, wie er das Quartett nannte, »Dem Herrn von Zmeskall«, als »ein liebes Andenken unserer hier lange waltenden Freundschaft«. Gemeint war der Cellist Nikolaus Zmeskall von Domanovecz, der Beethovens unglückliche Liebe zu der Arzttochter Therese Malfatti miterlebte; diese unerwiderte Liebe soll auch der Auslöser für die düstere Stimmung des Quartetts gewesen sein. Noch bestürzter war Beethoven aber möglicherweise von der Tatsache, dass die von Beethoven seit über 10 Jahren geliebte Josephine Gräfin Deym sich erneut verheiratete. Beethoven reagierte bestürzt, als sein Freund Zmeskall von Domanovecz sich durch die Übersendung einer Kiste ungarischen Weins für die Widmung revanchierte (eine solche Form des Dankes erwartete Beethoven lediglich von den adeligen Widmungsträgern seiner Werke): »Lieber Z! Sie haben mich zu einem Schuppanzig etc gesellen wollen, haben mein reines aufrichtiges Werk entstellt. Sie sind nicht mein Schuldner, sondern ich der Ihrige, u. jezt haben sie mich nur noch mehr dazu gemacht, ich kann nicht schreiben, wie weh mir dieses Geschenk thut«.
Im Gegensatz zu seinen bisherigen Quartetten, die Beethoven so schnell wie möglich aufzuführen versuchte, beginnt mit diesem Quartett – bedingt durch die ablehnende Reaktion der Öffentlichkeit auf die „Rasumowski-Quartette“ – Beethovens Interesse an einer raschen Drucklegung zu erlahmen. So überarbeitete Beethoven dieses Quartett 1814, erst drei Jahre nach seiner Komposition, für eine Erstaufführung durch das Beethoven nahestehende Schuppanzigh-Quartett. In seinem Briefwechsel an den Londoner Sir George Smart bezeichnete der Komponist das Quartett am 7. Oktober 1816 als »written for a small circle of connoisseurs and [...] never to be performed in public«. Das Quartett wurde im Herbst 1816 gedruckt; das Autograph von 1810 ist verloren gegangen.
Dieses Quartett bildet den Schlusspunkt von Beethovens „Mittleren Quartetten“; erst 14 Jahre später, 1824, komponierte Beethoven das nächste Werk dieser Gattung, das Streichquartett Nr. 12 (Es-Dur) op. 127.

## Satzbezeichnungen
1. Satz: Allegro con brio (f-Moll)
2. Satz: Allegretto, ma non troppo (D-Dur)
3. Satz: Allegro assai vivace, ma serioso (f-Moll)
4. Satz: Larghetto espressivo – Allegretto agitato (f-Moll – F-Dur)

## Zur Musik
Die im Vergleich mit Beethovens Vorgängerquartetten auffallende Kürze des op. 95 ist Indiz für eine komprimierende Kompositionsweise; sie zeigt sich besonders in Verdichtungen in der Harmonik.

### Erster Satz
Der erste Satz beginnt mit einem energischen Thema, das nach kurzer Laufzeit plötzlich in einer Generalpause endet, ohne weiter entwickelt zu werden; es wird von der Violine mit einer versöhnlichen Melodie beantwortet. Der energische Ton des Themas, gegen den auch das Seitenthema von Bratsche und Cello wenig Chancen hat, setzt sich immer wieder durch, bis der Satz schließlich doch noch im Pianissimo endet.
Dem konzentrierten Kompositionsstil des Quartetts entsprechend fehlt eine Wiederholung der Exposition; auch fällt aus diesem Grund die Durchführung sehr knapp aus.

### Zweiter Satz
Der zweite Satz steht in D-Dur und ist damit im größten tonalen Kontrast zum 1. Satz (f-Moll). Er ist in ABA-Form mit zweigeteiltem B-Teil konzipiert. Er beginnt mit einer behutsam herabschreitenden Melodie des Cellos, worauf eine sanfte Melodie der Violine folgt. Aus dieser Melodie und dem zweiten Thema des Satzes entwickelt sich im weiteren Verlauf ein Fugato. Der diesen Satz abschließende Akkord ist identisch mit dem Anfangsakkord des dritten Satzes.
Der Satz beinhaltet melodische und harmonische Bezüge zum ersten Satz des Quartetts.

### Dritter Satz
Der fünfteilige dritte Satz hat die Form eines Scherzos, aber nicht dessen Charakter. Mit dem Einsatz eines grimmigen Themas wird der energische Duktus des ersten Satzes wieder aufgegriffen; zeitweise wird die grimmige Stimmung des dritten Satzes von einem choralartigen Verlauf der Musik unterbrochen.

### Vierter Satz
Die kurze Larghetto-Einleitung des vierten Satzes wird vom lebhaften Thema des Finale-Rondos abgelöst; das Werk endet in unbeschwertem F-Dur.
Es wurden viele Versuche unternommen, dieses F-Dur-Ende zu interpretieren. So sah beispielsweise Theodor Helm »Leidensnotwendigkeit und Überleben« und schreibt: »Die Seele hat sich befreit, gereinigt von den sie bedrückenden schmerzlichen Stimmungen, sie schwingt sich nun wonnig in ätherische Regionen auf.«, während Paul Bekker meint: »Dieses innere Freiwerden, diese Wandlung vom klagenden Betrachter spiegelt das f-moll-Quartett mit seiner überraschenden Schlusswendung. Damit ist die Lösung der Probleme des Lebens gefunden«. Kritik erntete das F-Dur-Ende von Vincent d’Indy; wieder andere hielten es für Scherz beziehungsweise „romantische Ironie“.

### Belege
- Matthias Moosdorf: Ludwig van Beethoven. Die Streichquartette Bärenreiter; 1. Aufl. 26. Juni 2007, ISBN 978-3-7618-2108-4.
- Gerd Indorf: Beethovens Streichquartette: Kulturgeschichtliche Aspekte und Werkinterpretation Rombach; 2. Auflage 31. Mai 2007, ISBN 978-3-7930-9491-3.
- Harenberg Kulturführer Kammermusik, Bibliographisches Institut & F. A. Brockhaus AG, Mannheim, 2008, ISBN 978-3-411-07093-0
- Jürgen Heidrich: Die Streichquartette, in: Beethoven-Handbuch, Bärenreiter-Verlag Karl Vötterle GmbH & Co. KG, Kassel, 2009, ISBN 978-3-476-02153-3, S. 173–218
- Lewis Lockwood: Beethoven: Seine Musik – Sein Leben. Metzler, 2009, ISBN 978-3-476-02231-8, S. 255–258

### Weiterführende Literatur
- Theodor Helm: Beethoven’s Streichquartette. Versuch einer technischen Analyse dieser Werke im Zusammenhang mit ihrem geistigen Inhalt, Leipzig 1885, ³1921.
- Ludwig van Beethoven: Werke. Neue Ausgabe sämtlicher Werke, Abteilung VI, Band 4, Streichquartette II (op. 59, 74 und 95), hrsg. vom Beethoven-Archiv Bonn (J. Schmidt-Görg u. a.), München Duisburg 1961ff.
- Joseph Kerman: The Beethoven Quartets, New York 1967
- Kurt von Fischer: »Never to be performed in public.« Zu Beethovens Streichquartett op. 95, in: Beethoven-Jahrbuch 9, 1973/77, hrsg. von Hans Schmidt und Martin Staehelin, Bonn 1977, S. 87–96
- Carl Dahlhaus: Zum Begriff des Thematischen Bei Beethoven. Kommentare zu opus 95 und opus 102,1, in: Beethoven 77. Beiträge zur Beethoven-Woche 1977, hrsg. von Friedhelm Döhl, Zürich 1979, S. 45–64.
- Reinhard Wiesend: Bemerkungen zum Streichquartett op. 95, in: Beiträge zu Beethovens Kammermusik, Symposium Bonn 1984, München 1987, S. 125–134
- Hermann Danuser: Streichquartett f-Moll op. 95, in: Beethoven. Interpretationen seiner Werke, hrsg. von A. Riethmüller u. a., 2 Bände, Laaber, ²1996, Band 2, S. 78–85